# 1906년 에콰도르-콜롬비아 지진
1906년 에콰도르-콜롬비아 지진은 1906년 1월 31일 수요일 UTC+5 기준 10시 36분 10초에 에콰도르 해안 에스메랄다스 인근에서 발생한 지진이다. 이 지진은 모멘트 규모 M8.8이며, 파괴적인 지진해일을 일으켜 콜롬비아 해안에서 최소 500명의 사망자가 발생했다. 1900년 이후 발생한 지진 중 2010년 칠레 지진과 함께 6번째로 규모가 큰 지진으로 기록되었다.

## 지질학적 환경
이 지진은 이전에 나스카판의 동북쪽 부분으로 여겨졌던 말펠로판과 북안데스판의 경계를 따라 발생했다. 이번 지진은 코이바판, 말펠로판, 나스카판이 북안데스판과 남아메리카판 아래로 섭입하면서 발생하는 충상단층 운동의 결과로 추정된다. 에콰도르와 콜롬비아의 해안 지역은 이 말펠로-북안데스판 경계에서 발생하는 강한 해구형 지진이 여러차례 발생한 역사를 가지고 있다.

## 피해
지진해일로 인한 가장 큰 피해는 에콰도르 리오베르데현과 콜롬비아 미카이 사이 해안에서 발생했다. 지진해일로 인한 사망자 수는 500명에서 1,500명 사이로 추정된다.

## 특성

### 지진
이 지진의 단층 파열 구간은 길이 500~600 km에 달했으며, 1942년(Mw7.9), 1958년(Mw 7.7), 1979년(Mw 8.2) 지진의 파열 구간을 모두 포함한다. 최근 세 지진 간의 중첩이 없다는 것은 판 경계를 따라 단층 파열 전파에 약한 장벽이 존재했음을 시사한다. 이 세 지진이 전반적으로 같은 판 경계 영역을 파열시켰음에도 불구하고, 이들은 1906년 지진 에너지의 극히 일부만을 방출했다.

### 지진해일
콜롬비아 투마코에서 기록된 최대 쓰나미 높이는 5 m이다. 하와이 힐로에서는 이 사건으로 인해 1.8 m 높이의 쓰나미가 기록되었다. 이 쓰나미는 코스타리카, 파나마, 멕시코, 캘리포니아주, 일본에서도 관측되었다. 일본에서는 와카야마현 구시모토정에서 최대 48 cm 높이의 쓰나미를 관측했다.

## 미래의 지진 위험
1979년에 끝난 세 차례의 지진이 1906년 지진만큼 많은 에너지를 방출하지 않았기 때문에 1906년과 유사한 규모의 지진이 가까운 미래에 발생할 가능성이 있다고 제안되었다. 그러나 이후 세 지진과 관련된 미끄러짐 양에 대한 분석은 이들이 1906년 이후 판 경계를 가로질러 축적된 변위의 대부분을 방출했음을 시사한다. 2016년 4월 16일, 같은 지역에서 규모 7.8의 지진이 발생했다.

## 같이 보기
- 1906년 지진
- 콜롬비아의 지진 목록
- 에콰도르의 지진 목록